# الحق في الصيانة
الحق في الصيانة أو التصليح (بالإنجليزية: Right to Repair)‏ هو حق قانوني لمالكي الأجهزة والمعدات لتعديل وإصلاح المنتجات مثل السيارات والإلكترونيات والمعدات بكل حرية، تم تأطير هذا الحق من أجل إزالة القيود مثل متطلبات استخدام خدمات الصيانة الخاصة بالشركة المصنعة فقط، أو القيود المفروضة على الوصول إلى الأدوات والمكونات أو الحواجز البرمجية.
ترى بعض الشركات أنه من مصلحتها عمل منتج غير مستدام أو يدوم لفترات قصيرة من أجل تحفيز المستهلكين على شراء المزيد من منتجاتهم وتحقيق أرباح أكثر، أيضاً من مصلحتهم أيضاً أن يكون صيانة المنتج حصراً عن طريقهم بغرض تحقيق ربح إضافي من عمليات الصيانة.
يمكن أن تؤدي القيود التي تعترض إصلاح المالك إلى ارتفاع تكاليف الاستهلاك أو دفع المستهلكين إلى استخدام الأجهزة ذات الاستخدام الفردي بدلاً من إجراء إصلاحات عليها. بينما يشعر المجتمع العالمي بالقلق إزاء الحجم المتزايد لتيار النفايات وخاصة النفايات الإلكترونية ، هناك جدل حول الحق في الإصلاح قد تركز على الولايات المتحدة والهند والاتحاد الأوروبي، قد يشير الحق في الإصلاح أيضًا إلى الحركة الاجتماعية للمواطنين التي تضغط على حكوماتهم لسن قوانين تحمي الحق في الإصلاح.

## تعريف
يشير الحق في الصيانة أو التصليح إلى مفهوم أنه ينبغي السماح للمستخدمين النهائيين و مستهلكي الأجهزة الكهربائية والأجهزة التقنية أو الإلكترونية أو الخاصة بالسيارات بإصلاح هذه المنتجات بحرية.
أربعة متطلبات ذات أهمية خاصة:
1. يجب بناء الجهاز وتصميمه بطريقة تسمح بإجراء الإصلاحات بسهولة.
2. يجب أن يكون المستخدمون النهائيون ومقدمو الإصلاح المستقلون قادرين على الوصول إلى قطع الغيار الأصلية والأدوات الضرورية (البرامج والأدوات المادية) في ظروف السوق العادلة.
3. يجب أن تكون الإصلاحات ممكنة حسب التصميم ولا تعيقها برمجة البرامج.
4. يجب أن توضح الجهة المصنعة قابلية إصلاح الجهاز.

تتمثل أهداف الحق في الإصلاح في تفضيل الإصلاح بدلاً من الاستبدال وجعل مثل هذه الإصلاحات ميسورة التكلفة مما يؤدي إلى اقتصاد أكثر استدامة وتقليل النفايات الإلكترونية.  

## القانون والسياسة
اعتبارًا من عام 2021 ، اقترحت العديد من الدول والاتحادات الاقتصادية الحق في إصلاح التشريعات.

### الولايات المتحدة
في الولايات المتحدة ، وجد الحق في الإصلاح تطبيقًا في القانون الفيدرالي وقانون بعض الولايات:
- قانون الضمان Magnuson – Moss ؛ قانون فيدرالي للولايات المتحدة يحكم الضمانات على المنتجات الاستهلاكية
- التشريعات الفيدرالية والتشريعات الخاصة بالولايات المتحدة بشأن حقوق مالكي السيارات في الإصلاح
- استثناء 13 من 37 قانون اللوائح الفيدرالية § 201.40 يسمح للمزارعين بتعديل برنامج الجرار للصيانة [3] [4]

### المملكة المتحدة
في المملكة المتحدة ، حق المستهلك في إصلاح أو استبدال السلع المعيبة بموجب قانون حقوق المستهلك لعام 2015

### الهند
في الهند ، أنشأت وزارة شؤون المستهلك (MCA) لجنة لوضع إطار الحق في الإصلاح. يعد إطار العمل مهمًا لأنه سيمنح المستهلكين فرصة لإصلاح منتجاتهم بتكلفة مثالية بدلاً من شراء منتجات جديدة تمامًا. القطاعات المهمة للتركيز الأولي للإطار هي المعدات الزراعية ، والهواتف المحمولة والأجهزة اللوحية ، والسلع الاستهلاكية المعمرة ، والسيارات ومعدات السيارات. 

### سياسة الشركات
أعلن John Deere في يناير 2023 أنه كان يوقع مذكرة تفاهم مع اتحاد مكتب المزارع الأمريكي يوافق على أن المزارعين الأمريكيين لديهم الحق في إصلاح معداتهم الخاصة أو صيانتها في ورش إصلاح مستقلة في الولايات المتحدة. سيظل المستهلكون ومراكز الإصلاح المستقلة ملزمين بعدم إفشاء أسرار تجارية معينة ، ولا يمكنهم التلاعب أو تجاوز إعدادات التحكم في الانبعاثات ، لكنهم بخلاف ذلك يتمتعون بحرية الإصلاح على النحو الذي يرونه مناسبًا.  في عام 2022 ، بدأت Apple في تمكين العملاء من إصلاح البطاريات والشاشات. 
على عكس الشركات المصنعة التي تغلق أجهزتها ، ظهر مصنعون جدد في السوق ، يتبنون الحق في الإصلاح كفلسفة أساسية. أنتجت شركات مثل Framework Computer و Fairphone أجهزة معيارية وسهلة الإصلاح. بالإضافة إلى ذلك ، تقوم بعض الشركات بإصدار نماذج ثلاثية الأبعاد من قطع الغيار القابلة للطباعة ،  مما يسمح للمستهلكين بطباعة الأجزاء محليًا ، مما يقلل الحاجة إلى التخزين والشحن.

## تاريخ حقوق الإصلاح

### في الولايات المتحدة الأمريكية

#### التقادم والإصلاحات المقيدة (1920-1950)

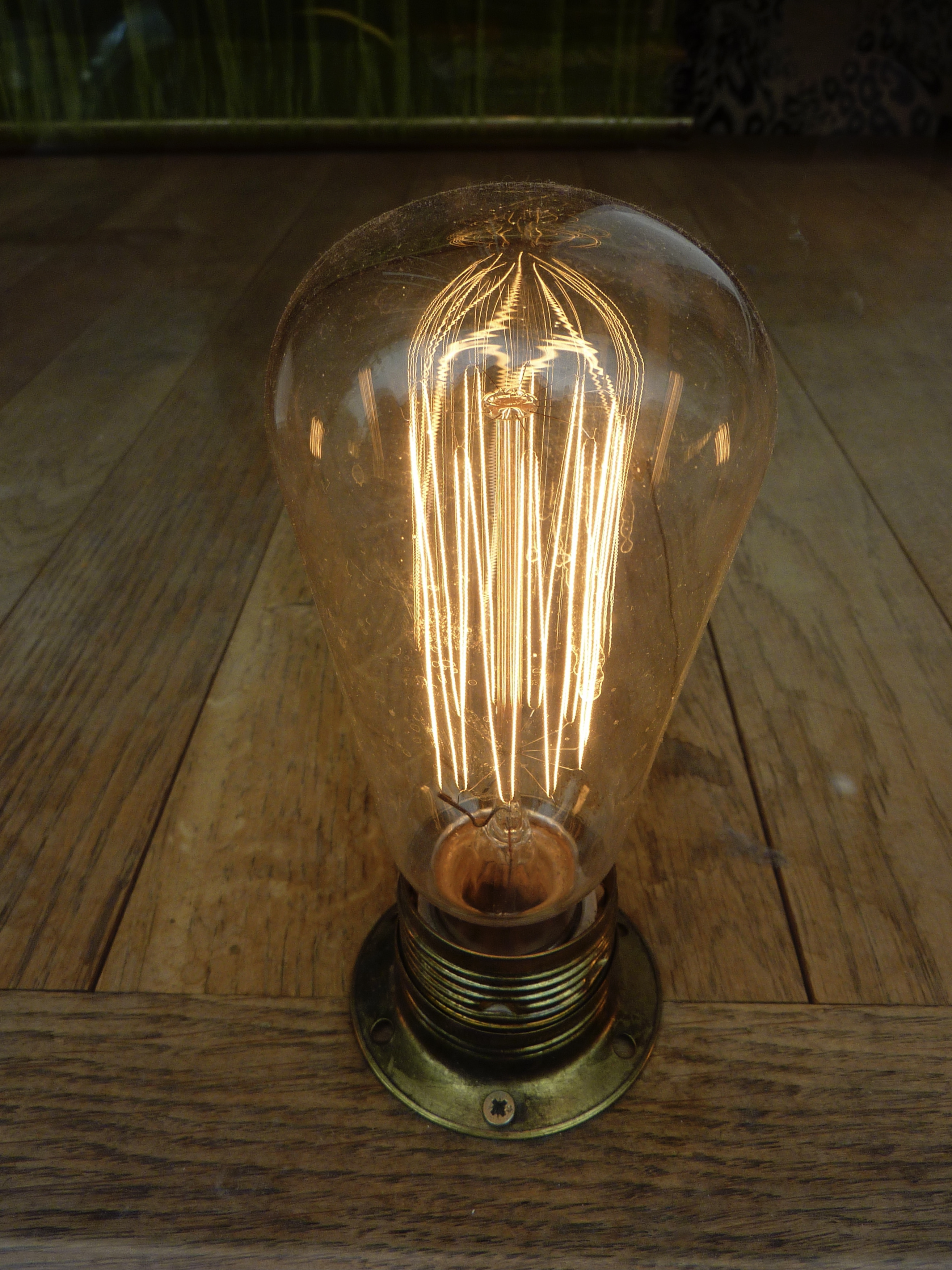
المصباح الكهربائي ، أحد الأمثلة البارزة الأولى للتقادم المخطط الذي يستخدم لزيادة الإيرادات.

تم تنفيذ الفكرة القائلة بأن التغييرات المستمرة على المنتجات تخلق طلبًا مستمرًا لاستبدال الجيل الأقدم من المنتج على نطاق واسع من قبل المدير التنفيذي لشركة جنرال موتورز ألفريد ب. سلون ، الذي اقترح أن التغييرات السنوية على النماذج تغذي الطلب لاستبدال سياراتهم القديمة.   فضل المنافس الرئيسي فورد قطع غيار بسيطة وسهلة الاستبدال ، وغالبًا ما تكون قابلة للتبديل عبر الطرازات ،  شعرت جنرال موتورز بأنها لا تقتصر على الاعتبارات المتعلقة بقدرة العميل على إصلاح المركبات ، بل فضلت التصميمات ذات الجودة الأقل للتكيف بسرعة مع التغيرات السنوية في طلبات المستهلكين.  سمحت هذه الإستراتيجية لشركة جنرال موتورز بتجاوز شركة فورد كأكبر صانع سيارات أمريكي.  نتيجة لنجاح جنرال موتورز ، أصبح مفهوم التغيير المتعمد للتصميمات ونتيجة لذلك أيضًا أجزاء ضمن المتغيرات السنوية للمنتج تم اعتماده على نطاق واسع عبر الصناعات في الاقتصاد الأمريكي ، كما تبنته شركة فورد. 
كانت صناعة السيارات في طليعة تأسيس مفهوم الإصلاح المعتمد: بدءًا من العشرينيات والعشرينيات من القرن الماضي ، بذلت شركة Ford جهودًا كبيرة لإنشاء وكلاء وشبكات خدمة معتمدة لدفع العملاء نحو قطع غيار فورد بدلاً من اختيار ورش إصلاح مستقلة وغالبًا بعد- بيع قطع غيار لتصليح السيارات. كما دفعت شركة Ford أيضًا من أجل الحصول على أسعار موحدة بين ورش الإصلاح المعتمدة ، مما يجعل الرسوم الثابتة إلزامية حتى بالنسبة للإصلاحات المختلفة.  جعلت مجموعة التحديثات السنوية للسيارات والمكونات من الصعب على ورش الإصلاح المستقلة الاحتفاظ بمخزون من قطع الغيار.
نظرًا للتحديثات المتكررة للطرازات تم دفع المستهلكين نفسياً نحو شراء سيارات جديدة في حين أصبحت صيانة السيارات القديمة أقل جاذبية من خلال شبكات الإصلاح المرخصة الأكثر تكلفة. على نحو فعال تم تقويض السوابق القانونية التي تثبت الحق في الإصلاح في الفترة التي أعقبت الكساد الكبير وهي الفترة التي اعتاد خلالها المستهلكون على الإصلاح الذاتي. 
هاجم المصنعون أيضًا الشركات التي حاولت تجديد المكونات: في عام 1938 ، رفعت شركة Champion Spark Plug وهي شركة بنت نفسها نجاحها في نسخ تصميمات شمعات الإشعال الأجنبية ليتم تصنيعها وبيعها لاحقًا إلى Buick دعوى قضائية ضد شركة رايش التي كانت تجدد شمعات الإشعال وتستبدلها في حين أنه تم بالفعل إثبات السوابق القانونية أن مالك سلعة ما له الحق في إصلاح حتى البضائع المسجلة ببراءة اختراع ، أوضح حكم المحكمة اللاحق أنه لا يمكن بيع البضائع المجددة على أنها مطابقة للبند الأصلي الجديد ، مما يضع حدودًا واضحة بين السلع المستخدمة (أو إصلاح) البضائع والسلع الجديدة. 

#### تقييد الوصول إلى الأجزاء (1950 - 2000)
بحلول عام 1956 تبنى العديد من الشركات المصنعة في مختلف الصناعات إستراتيجية مماثلة لشركة GM لمنتجاتهم ولكن كان موقع IBM المهيمن في سوق الكمبيوتر الرئيسي هو الذي تسبب في أول حق ضمني للإصلاح: IBM ، في ذلك الوقت المورد الرائد لتكنولوجيا المعلومات إلى حكومة الولايات المتحدة والشركات الكبرى ، من قبل وزارة العدل بسبب السلوك غير التنافسي الذي يقوض سوق السلع المستعملة من خلال عدم السماح للعملاء بالامتلاك ، ولكن فقط لتأجير منتجاتهم. نظرًا لضرورة إعادة جميع المعدات إلى شركة IBM بعد انتهاء اتفاقيات التأجير ، كانت شركة IBM من الناحية الفنية هي المالك الوحيد للأجهزة. تم دائمًا تجميع الوصول إلى برامج وأجهزة IBM بشكل فعال ، مما أدى إلى إبعاد شركات "البرامج" الأخرى عن أجهزتها وعدم السماح للعملاء بتشغيل منطق IBM على أجهزة بخلاف أجهزة IBM.  نظرًا للموقف شبه الاحتكاري لشركة IBM في السوق ، فقد نجحت وزارة العدل الأمريكية في متابعة مرسوم موافقة يجبر شركة IBM ليس فقط على بيع جميع المنتجات في ظروف لا تضر بالشراء مقابل تأجيرها ، ولكن أيضًا لتقسيم قسم الخدمة وتوفير قطع الغيار والصيانة تعليمات وأدوات في ظروف تجارية متطابقة لشركات الإصلاح المستقلة فيما يتعلق بقسم الخدمة الخاص بها لضمان إنشاء سوق للأغراض المستعملة وسوق ما بعد البيع .  في حين أن هذا يمثل أول حق حقيقي للإصلاح ، فإن أسباب القرار كانت تستند إلى دوافع مكافحة الاحتكار ولا تنطبق على الشركات المصنعة للإلكترونيات في المستقبل كمدخل للمنافسين المحليين مثل HP والشركات المصنعة الآسيوية من خلال تقديم ما يسمى بالأجهزة المتوافقة مع IBM. عدد كبير من اللاعبين المختلفين في السوق. ونتيجة لذلك ، تم إلغاء مرسوم الموافقة في المحاكم في عام 1997. 
في غضون ذلك واصلت المحاكم الدنيا والعليا تعزيز وجهة النظر القائلة بأن ملكية المنتج جاءت جنبًا إلى جنب مع حقوق واضحة لإصلاح وتعديل هذا المنتج: في عام 1961 ، حكمت المحكمة العليا الأمريكية بوضوح في قضية Aro Manufacturing Co. شركة Convertible Top Replacement يمكن إصلاحها حتى المنتجات الحاصلة على براءة اختراع دون التعدي على حقوق مالك براءة الاختراع. بينما استخدمت الحالات السابقة عمليات معقدة نوعًا ما للوزن في حالة إعادة بناء المنتج أو إصلاحه ، ذكرت المحكمة العليا بوضوح أنه طالما يمكن التعرف على المنتج كعنصر تم إصلاحه وليس كمنتج جديد ، فإن الإصلاح مقبول. 
مع تعرض IBM لضغوط كبيرة بموجب مرسوم الموافقة وتميل الوضع القانوني لصالح الإصلاح ، اتخذ المصنعون الآخرون عبر الصناعات أدوارًا مختلفة للتدخل في الإصلاحات غير المصرح بها إلكترونيًا. قامت شركة Apple ، التي صعدت بسرعة لتصبح واحدة من أكبر الشركات المصنعة لأجهزة الكمبيوتر ، ببيع أجهزة الكمبيوتر الأولى المزودة بأوصاف لوحات الدوائر ، وسهولة تبديل المكونات وإرشادات الإصلاح الواضحة.  مدفوعًا بالتقدم التكنولوجي ، كانت جميع أنواع المنتجات مثل السيارات ، وماكينات جز العشب ، وحتى آلات القهوة ، تحتوي على المزيد والمزيد من المكونات الإلكترونية حسب التصميم ، ويصعب استبدالها بكثير من المكونات الميكانيكية. بينما في الخمسينيات من القرن الماضي ، اقتصرت الإلكترونيات في السيارة على الدوائر البسيطة لتشغيل المحركات وتشغيل المكونات البسيطة مثل تكييف الهواء أو القفل المركزي ، شهدت الستينيات عددًا متزايدًا من أشباه الموصلات المعقدة لاستخدامها في السيارات بدءًا من أدوات التحكم في المحرك مثل الوقود اشتعال. كجزء من عملية خلط المكونات الإلكترونية بالميكانيكا ، ارتفعت حصة المكونات الإلكترونية في إجمالي فاتورة المواد للسيارة من 5٪ في السبعينيات إلى أكثر من 22٪ في عام 2000.  في حين أن إصلاح السيارات في السابق كان عملية تحليل واستبدال المكونات الميكانيكية ، فإن التهجين المتزايد للسيارات أدى إلى الحاجة إلى أدوات خاصة لا يمكن الوصول إليها في كثير من الأحيان إلا من خلال خدمات الإصلاح المعتمدة من الشركة المصنعة. 
شهد عام 1975 إدخال قانون Magnuson-Moss للضمان الذي يحكم معايير الضمانات الممنوحة على المنتجات: في حين أن القانون لم ينص على التزام الشركة المصنعة بمنح الضمان مع كل منتج يتم بيعه للمستهلكين ، إلا أنه حدد المعايير الدنيا لمثل هذا الضمان إذا كان قرر المورد منحها. يشير التاريخ التشريعي إلى أن الغرض من القانون هو جعل الضمانات على المنتجات الاستهلاكية أكثر سهولة في الفهم والتنفيذ وتزويد لجنة التجارة الفيدرالية بوسائل لحماية المستهلكين بشكل أفضل.  في حين أن قانون الضمان Magnusson-Moss حدد شروطًا مثل الإصلاح ضمن الضمان ، إلا أنه لم يُلزم الشركات المصنعة بفتح منتجاتها للإصلاح السهل.
بالإضافة إلى ذلك ، أصبحت حقوق الطبع والنشر بمثابة واجهة لحد من قابلية الإصلاح: نظرًا لأن كود البرنامج المكتوب أعطى منشئ الكود السلطة الوحيدة لتقرير ما إذا كان سيتم إنشاء المشتقات من نفس الكود. كان أحد الأمثلة الأكثر بروزًا هو الدعوى القضائية ضد MAI Systems Corp. Peak Computer، Inc. التي تم فيها رفع دعوى قضائية ضد شركة Peak Computer، Inc. لعمل نسخ غير مصرح بها من نظام التشغيل MAI لإصلاح أنظمة الكمبيوتر التي تنتجها MAI. بينما فازت MAI بالدعوى القضائية ، نفذت الغرف التشريعية استثناءات من قانون حقوق المؤلف للألفية الرقمية في عام 1998 الذي سمح صراحةً بمثل هذه النسخ لغرض إصلاح الجهاز.   في حين أن هذا التشريع أصلح بالتالي جانب تثبيت البرامج المحمية لغرض الصيانة والإصلاح ، إلا أنه لم يتوقع القدر الكبير من أقفال البرامج للسنوات القادمة. 
أصبح مجال خراطيش حبر الطابعة ذا أهمية خاصة للجمهور: مع إدخال أجهزة الكمبيوتر في كل منزل تقريبًا ، أصبحت الطابعات متاحة للجميع تقريبًا. رأى مصنعو الطابعات مبيعات خرطوشة الحبر كنموذج عمل مربح في الواقع غالبًا ما يفرضون رسومًا على الحبر أكثر من الطابعة نفسها. لمنع إعادة تعبئة الخراطيش الفارغة ، بدأت معظم الشركات المصنعة في وضع شرائح دقيقة لحساب مستويات التعبئة والاستخدام على الخرطوشة مما يجعل إعادة تعبئة الخرطوشة مستحيلة أو على الأقل أصعب. عملت العديد من هذه الأنظمة على حساب المستخدمين النهائيين الذين أعلنوا أن الخراطيش فارغة بشكل غير صحيح أو تمنع الطابعة من العمل بشكل صحيح. ممارسة وجد أنها غير قانونية في العديد من الدعاوى القضائية. بالإضافة إلى أقفال البرمجيات ، حاولت صناعة الطابعات دون جدوى رفع دعوى ضد ممارسات مثل إعادة إنتاج وإعادة تعبئة الخراطيش ، وهي ممارسة أكدت المحكمة العليا أنها قانونية في عام 2017.  

#### الصعود والنشاط والنشاط التشريعي (2000 - 2020)

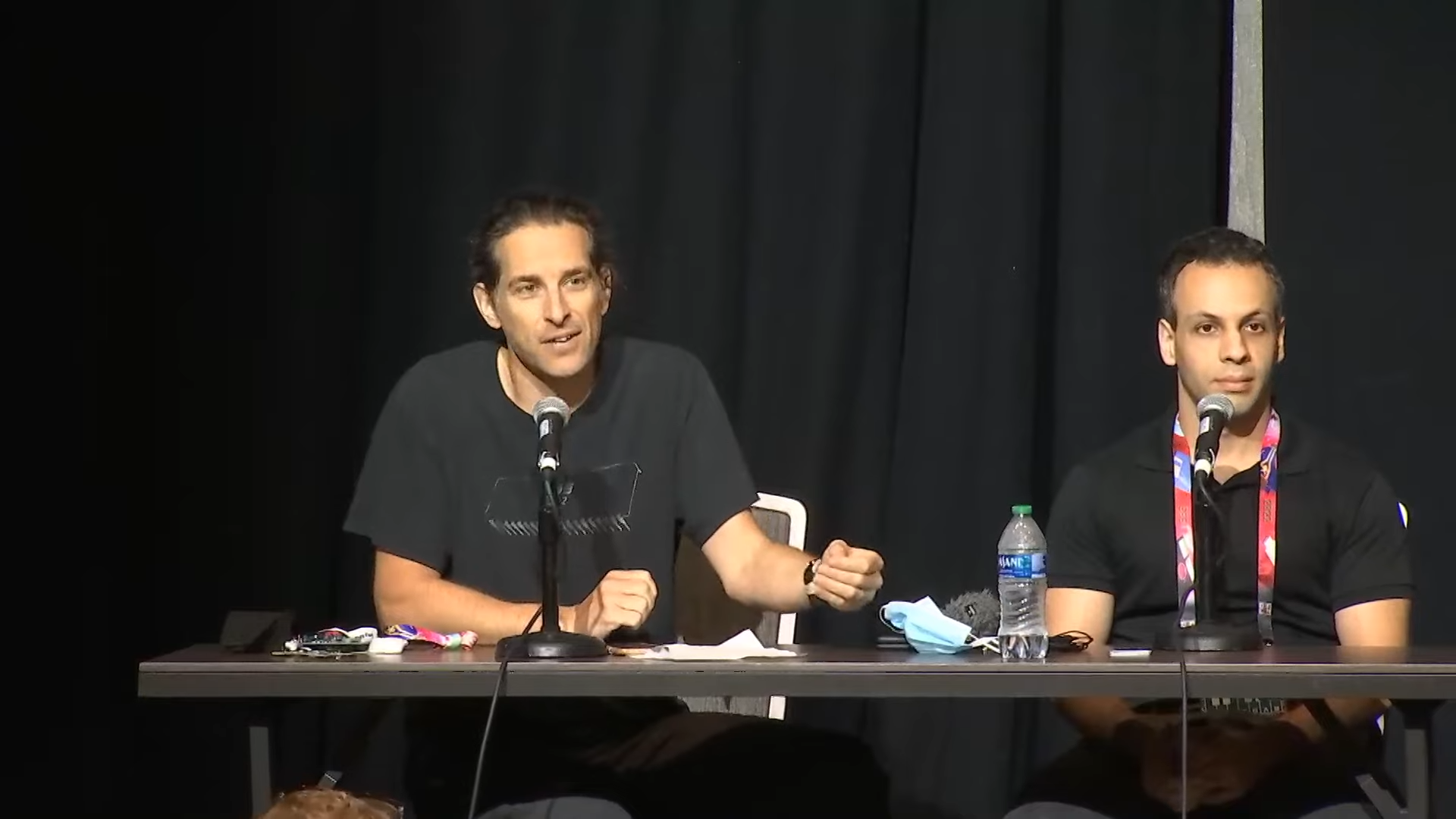
الحق في إصلاح النشطاء يتحدثون في مؤتمر.

مع بداية العقد الأول من القرن الحادي والعشرين ، خضعت صناعة السيارات للتدقيق مرة أخرى: تم تقديم الاقتراح الأول لفاتورة الحق في الإصلاح لقطاع السيارات  من قبل جو بارتون وإدولفوس تاونز لإنهاء "الاحتكار غير العادل" لمصنعي السيارات الذين يحافظون على السيطرة على معلومات الإصلاح التي قد تؤدي إلى رفض المتاجر المستقلة لأصحاب السيارات بسبب نقص المعلومات. تم رفض الاقتراح من خلال جهود الضغط الكبيرة من قبل صناعة السيارات ، ولكن مع ذلك أدخلت تقدمًا في شكل اتفاق طوعي يُلزم الشركات المصنعة بتوفير قطع الغيار والتشخيص لشركات الإصلاح المستقلة.  في حين أن الاتفاق الطوعي كان بالتأكيد تحسنًا ، وجدت الدراسات لاحقًا أن الوصول إلى قطع الغيار وتشخيصات السيارات لا يزال يمثل مشكلة بالنسبة لخدمات الإصلاح المستقلة. في الواقع ، وجدت دراسة أجرتها مجموعة Terrance أن حوالي 59٪ من خدمات الإصلاح المستقلة استمرت في الكفاح من أجل الوصول إلى أدوات وأجزاء التشخيص من الشركات المصنعة. 
إلى جانب النكسات ، بدأ الاتجاه المستمر نحو الحق في الإصلاح في صناعة السيارات وغيرها من الصناعات في الحصول على قوة دفع في الفرع التشريعي ، مع تزايد عدد المقترحات القانونية وقرارات المحاكم.  في الوقت الذي كانت مدفوعة في البداية بشكل رئيسي من قبل وكالات حماية مستهلكي السيارات وصناعة خدمات ما بعد البيع للسيارات ، اكتسبت مناقشة إنشاء الحق في إصلاح أي نوع من الأجهزة المنتجة صناعياً قوة دفع مثل الإلكترونيات الاستهلاكية مثل الهواتف الذكية وأجهزة الكمبيوتر التي أصبحت متاحة ومستخدمة عالمياً ، إلى جانب التطورات المتقدمة التكامل المحوسب في معدات الزراعة. كانت الحركة مدعومة أيضًا من قبل نشطاء تغير المناخ ، لأن هذا النهج من شأنه أن يقلل من النفايات الإلكترونية. 
وجد المصنعون طرقًا جديدة لقفل الأجهزة عمليا للتحايل على حقوق المالكين للإصلاح: ممارسات مثل اقتران الأجزاء (مكونات الجهاز متسلسلة ولا يمكن تبديلها مع الآخرين) ، أصبحت شائعة بشكل متزايد بين الشركات المصنعة. حتى الإصلاحات الشائعة مثل استبدال شاشة الهاتف الذكي تسببت في حدوث أعطال بسبب الأقفال التي تم تنفيذها في البرنامج. بدأت شركة Apple ، الشركة المصنعة لجهاز iPhone على سبيل المثال ، في تقييد تبديل شاشات العرض تدريجيًا بدءًا من رسائل التحذير على الأجهزة القديمة وصولاً إلى إزالة ميزات الأمان مثل Face ID إذا تم تبديل الشاشة بواسطة جهة أخرى غير منشأة إصلاح معتمدة من الشركة المصنعة. بدأ هذا الاتجاه في القطاع الزراعي من قبل شركة تصنيع الجرارات John Deere ، وانتشر على نطاق واسع في الإلكترونيات الاستهلاكية في عام 2010. 
| سنة  | الأحداث                                                                                                   | ملحوظات |
| ---- | --- | --- |
| 2001 | قانون حق إصلاح المركبات الآلية S.2617 (فشل)                                                               | بالنسبة للسيارات ، كانت أولى المحاولات العديدة لتأسيس الحق في الإصلاح |
| 2008 | تفضل المحكمة العليا الأمريكية دعوى قضائية جماعية تتحدى سياسات شركات النقل ضد فتح الهواتف                  | يجبر مشغلي الهاتف المحمول على فتح الهواتف المحمولة |
| 2012 | تم تمرير حق إصلاح السيارات في ولاية ماساتشوستس                                                            | أول حق ناجح في الإصلاح |
| 2014 | تمرير الحق الرقمي لإصلاح فاتورة في ولاية ساوث داكوتا                                                      | أول عطاء ناجح للحق الإلكتروني في الإصلاح |
| 2015 | حكمت مكتبة الكونغرس لصالح الإعفاء المتعلق بالإصلاح في قانون الألفية الجديدة لحقوق طبع ونشر المواد الرقمية | إعفاء التحايل على حماية النسخ لقانون الألفية الجديدة لحقوق طبع ونشر المواد الرقمية للإصلاحات |
| 2017 | ضجة الانطباع. ، Inc. v. Lexmark Int'l، Inc.                                                               | تؤكد المحكمة العليا أنه لا يمكن للشركات استخدام قانون براءات الاختراع لمنع إعادة استخدام المنتجات المحمية ببراءة بمجرد بيع المنتج ، مما يؤكد الأسبقية من الصناعات الأخرى                                                           |
| 2019 | تبدأ 20 ولاية النظر في مشروع قانون الحق في الإصلاح                                                        | كاليفورنيا ، جورجيا ، هاواي ، إلينوي ، إنديانا ، ماساتشوستس ، مينيسوتا ، ميسوري ، مونتانا ، نورث داكوتا ، نيفادا ، نيو هامبشاير ، نيو جيرسي ، نيويورك ، أوريغون ، داكوتا الجنوبية ، فيرمونت ، فيرجينيا ، واشنطن ، فيرجينيا الغربية |
| 2020 | الحق الطبي في اقتراح فاتورة الإصلاح                                                                       | لزيادة توافر أجهزة التنفس أثناء وباء COVID-19 ، تمرر السؤال 1 لعام 2020 في ماساتشوستس لتحديث الإجراء السابق ليشمل بيانات السيارة الإلكترونية.                                                                                      |
| 2022 | تسن نيويورك قانون الإصلاح الرقمي العادل                                                                   | أول ولاية في الولايات المتحدة تسن قانون الحق في الإصلاح الذي يغطي الأجهزة الإلكترونية الاستهلاكية |

جاء أول تنفيذ ناجح للحق في الإصلاح عندما أقرت ولاية ماساتشوستس أول حق للولايات المتحدة في الإصلاح لقطاع السيارات في عام 2012 ، والذي تطلب من مصنعي السيارات بيع نفس مواد الخدمة والتشخيصات مباشرة إلى المستهلكين أو للميكانيكيين المستقلين كما هم. تستخدم لتقديم حصريًا لوكلائها. كان قانون ولاية ماساتشوستس هو أول قانون تم تمريره بين عدة ولايات ، مثل نيوجيرسي ،  والتي أقرت أيضًا مشروع قانون مماثل من خلال مجلسها. في مواجهة إمكانات مجموعة متنوعة من المتطلبات المختلفة قليلاً ، وقعت منظمات تجارة السيارات الكبرى مذكرة تفاهم في يناير 2014  باستخدام قانون ماساتشوستس كأساس لاتفاقهم لجميع الولايات الخمسين التي تبدأ في عام 2018 للسيارات.  تم التوصل إلى اتفاقية مماثلة من قبل شبكة حلول المركبات التجارية لتطبيقها على الشاحنات التي تسير على الطرق الوعرة. 
في عام 2013 ، بدأت الحركات الشعبية الرئيسية في تشكيل: تحالف الحق الرقمي في الإصلاح ، المعروف أيضًا باسم جمعية الإصلاح باستخدام موقع الويب repair.org ، تم تأسيسه وقاد جميع الجهود التشريعية للولاية تقريبًا في الولايات المتحدة التي تؤثر على تشكيل تحالف مشابه مجموعات المناصرة حول العالم. التحالف عبارة عن جمعية تجارية 501 (c) (6) تأسست في نيوجيرسي وتمول بالكامل من رسوم العضوية. الهدف من التحالف هو دعم ما بعد البيع للمنتجات التقنية من خلال الدعوة إلى قوانين ومعايير ولوائح وسياسات ملائمة للإصلاح. على هذا النحو ، يشارك أعضاؤها في عمليات الإصلاح وإعادة البيع والتجديد وإعادة التشكيل وإعادة التدوير بغض النظر عن الصناعة. يشمل أعضاء التحالف خبراء الصناعة في الإصلاح والأمن السيبراني وقانون حقوق النشر والطب والزراعة والتجارة الدولية وحقوق المستهلك والعقود والنفايات الإلكترونية ومعايير التصميم البيئي وهندسة البرمجيات والدعوة التشريعية. 
قدم التحالف أول إجراء تشريعي له في ساوث داكوتا في يناير 2014 باسم SB.136 (لاتريل). تبعت أربع ولايات في عام 2015 - نيويورك (S.3998 Boyle  / A.6068 Morelle  ) ، مينيسوتا (SF 873 Osmek / HF 1048 Hertaus) ، ماساتشوستس (H.3383 Cronin / S. Kennedy) ، و نبراسكا (LB 1072 هار). تمت إضافة تينيسي (SB888 / H1382 Jernigan) ووايومنغ (HB 0091 Hunt) في عام 2016. في العام التالي - 2017 - تم تقديم فواتير جديدة في ولاية كارولينا الشمالية (HB663 Richardson) ، كانساس (HB2122 Barker) ، إلينوي (HB3030 Harris) ، آيوا (HF556 and SF2028) ، ميسوري (HB1178 McCreery) ، نيو هامبشاير (HB1733 Luneau) و نيو جيرسي (A4934 موريارتي). أضاف 2018 أوكلاهوما وهاواي وجورجيا وفيرجينيا وفيرمونت وواشنطن. 2019 أضافت ولايات أوريغون ونيفادا وإنديانا ومونتانا. تم اختصار عام 2020 بسبب الجائحة ولكنه أضاف مين وأيداهو وألاباما وماريلاند وبنسلفانيا وكولورادو.
يستند التشريع الذي يهدف إلى استخدام قوة قانون الأعمال العام في الولايات للإصلاح العام للأجهزة بما في ذلك الجزء الإلكتروني الرقمي إلى مذكرة التفاهم الخاصة بالسيارات من عام 2014. تجنب التشريع النموذجي أي متطلبات لتغيير تنسيق الوثائق أو طريقة تسليم الأجزاء أو الأدوات أو التشخيصات أو المعلومات الموجودة. لا يتطلب الكشف عن أي أسرار تجارية . يُسمح للمصنعين بفرض أسعار عادلة ومعقولة للأجزاء المادية والأدوات ، ويكونون مقيدين في رسومهم مقابل المعلومات التي تم نشرها بالفعل عبر الإنترنت. 
بالإضافة إلى عمل التحالف - بدأ العديد من الأفراد مبادرات الاقتراع. تم تقديم مبادرة اقتراع في ولاية ميسوري وتم اعتمادها لإدراجها في اقتراع 2022.  في مارس 2021 ، بدأ لويس روسمان حملة تمويل جماعي لجمع 6 ملايين دولار باستخدام منصة GoFundMe من أجل بدء مبادرة اقتراع مباشر لحماية حق المستهلك في الإصلاح في كومنولث ماساتشوستس ، مشيرًا إلى نجاحات مماثلة سابقة في صناعة السيارات. 
أصدرت لجنة التجارة الفيدرالية (FTC) تقريرًا بعنوان "إلغاء الإصلاح" في مايو 2021 للكونغرس ، يحدد القضايا المتعلقة بسياسات الشركات التي تحد من إصلاحات السلع الاستهلاكية التي تعتبرها مخالفة لقوانين التجارة ، وحدد الخطوات التي يمكن القيام بها من أجل أفضل تطبيق هذا. وشمل ذلك التنظيم الذاتي من قبل الصناعات المعنية ، بالإضافة إلى توسيع القوانين الحالية مثل قانون الضمان Magnuson-Moss أو القوانين الجديدة لمنح FTC تطبيقًا أفضل لحماية المستهلكين من قيود الإصلاح المفرطة.   في 9 يوليو 2021 ، وقع الرئيس جو بايدن الأمر التنفيذي رقم 14036 ، "تعزيز المنافسة في الاقتصاد الأمريكي" ، وهي مجموعة شاملة من المبادرات عبر الفرع التنفيذي. من بينها تعليمات إلى FTC لصياغة قواعد لمنع الشركات المصنعة من منع الإصلاحات التي يقوم بها الملاك أو ورش الإصلاح المستقلة.   بعد حوالي أسبوعين من إصدار EO ، أجرت FTC تصويتًا بالإجماع لفرض الحق في الإصلاح كسياسة وستنظر في اتخاذ إجراءات ضد الشركات التي تحد من نوع أعمال الإصلاح التي يمكن إجراؤها في ورش الإصلاح المستقلة. 
في ديسمبر 2022 ، وقعت حاكمة نيويورك كاثي هوشول على قانون الإصلاح الرقمي العادل بعد مرور عام على إقراره لمجلس الشيوخ . حدد القانون حق المستهلكين والمصلحين المستقلين في الحصول على الكتيبات والمخططات والأجزاء الأصلية من الشركات المصنعة ، على الرغم من أن The Verge و Engadget وArs Technica أشارت إلى أن الفاتورة أصبحت أقل قوة من خلال تغييرات اللحظة الأخيرة التي قدمت استثناءات للمعدات الأصلية الشركات المصنعة. سيدخل حيز التنفيذ في يوليو 2023.   

## أنظر أيضا
- افعلها بنفسك
- تفكيك
- إصلاح الخلل
- الهندسة العكسية